# Манастир светог Јована Претече у Петри
Манастир светог Јована Претече у Петри или кратко Петра је био манастир који се налазио у северозападном делу византијског Цариграда, недалеко од Аетијеве цистерне. Спадао је међу најзначајније цариградске манастире у доба Палеолога, а у њему је српски краљ Стефан Урош II Милутин (1282—1321) основао болницу, уз коју је касније радила и школа.

## Прошлост манастира
Манастир је, према наводима Јована Мавропуса који је у 11. веку живео у манастиру, основао, крајем V или почетком 6. века, египатски монах Барас. Крајем 11. века Петру је обновио игуман Јован, а подаци бележе да је у њему 1200. године било 200 монаха. Током латинске владавине (1204—1261), манастир је, као и цео град, изгубио на свом сјају, тако да га је почетком 14. века обновио краљ Милутин. Он је том приликом у њему подигао Краљеву болницу, којој је доделио поседе од којих се издржавала.
Петра се 1381. године налазила на трећем месту међу цариградским манастирима. У 15. веку је у склопу Краљеве болнице отворена школа (католикон музеион), у којој су средином века предавали Јован Аргиропулос и Михајло Апостолес. Након отоманског заузећа града и погибије последњег византијског цара Констанина Драгаша (1449—1453), у рану зору 29.05. 1453. године, Петру су опљачкали јањичари. Већ у 16. веку, манастирска црква је била у рушевинама, а у монашким ћелијама је живело само неколико калуђерица.

## Манастирски комплекс и библиотека
Манастирска црква је била посвећена Претечи, али њени остаци нису опстали до данашњих дана. Руски ходочасници који су током византијског доба посећивали Петру, истичу вредне реликвије које се чувају у њој, док каталонски путник Клавијо истиче богат мозаички украс који се налазио у манастирској цркви.
У склопу манастира је постојала богата библиотека, у којој се, између осталог, налазио илустровани препис из 6. века Дискоридовог (Πεδάνιος Διοσκορίδης/Pedánius Dioscorídes) дела дела „Περί ὕλης ἰατρικής/De Materia Medica“ из првог века наше ере, који се данас чува у Бечкој Аустријској националној библиотеци. Сачувано је такође и 28 манускрипта, који су припадали библиотеци. У склопу манастира је постојала преписивачка радионица која је књиге преписивала, како за потребе манастирске библиотеке, тако и за личне библиотеке имућних Византинаца.